# Calamagrostis crispa
Calamagrostis crispa är en gräsart som först beskrevs av Rugolo och Xenia Villavicencio, och fick sitt nu gällande namn av Rafaël Herman Anna Govaerts. Calamagrostis crispa ingår i släktet rör, och familjen gräs. Inga underarter finns listade i Catalogue of Life.